# Gilbert Ryle
Gilbert Ryle (19. srpna 1900 Brighton – 6. října 1976 Whitby) byl britský filosof. Proslul kritikou karteziánského dualismu mysli a těla, kterou formuloval především ve své nejznámější knize Koncept mysli (The Concept of Mind, 1949). Někdy bývá řazen k tzv. "filosofickému behaviorismu", ačkoli sám považoval své dílo spíše za příspěvek k fenomenologii. Spolu s Johnem Langshawem Austinem patří k nejvýznamnějším představitelům oxfordské filosofie běžného jazyka (ordinary language philosophy).

## Dílo
- The Concept of Mind (1949)
- Dilemmas (1954), sbírka kratších textů
- Plato's Progress (1966)
- On Thinking (1979)